# NGC 7572
NGC 7572 ist eine Linsenförmige Galaxie vom Hubble-Typ S0-a im Sternbild Pegasus nördlich des Himmelsäquators. Sie ist schätzungsweise 592 Millionen Lichtjahre von der Milchstraße entfernt und hat einen Durchmesser von etwa 140.000 Lichtjahren.
Im selben Himmelsareal befinden sich u. a. die Galaxien NGC 7571, NGC 7578, NGC 7588, NGC 7598.
Die Typ-Ia-Supernova CRTS CSS150524 J231651+182833 wurde hier beobachtet.
Das Objekt wurde am 3. November 1864 vom deutschen Astronomen Albert Marth entdeckt.